# Krásná Vida
Krásná Vida (v slovinském originále Lepa Vida) je lidová opera slovinského skladatele Rista Savina (vlastním jménem Friderik Širca) na libreto, které zpracoval vídeňský spisovatel a libretista Richard Batka spolu se skladatelem podle stejnojmenné novele Josipa Jurčiče. Skladatel operu napsal roku 1907, během svého působení ve Varaždíně, a poprvé byla uvedena dne 18. prosince 1909 v lublaňském Zemském divadle.

## Vznik, charakteristika a historie opery
Skladatel Risto Savin byl důstojníkem rakousko-uherské armády, skladbu studoval soukromě mimo jiné v Praze a v letech 1903–1907 působil ve Varaždíně. V roce 1898 napsal jednoaktovou operu Poslední stráž (Poslednja straža), která byla uvedena v Záhřebu roku 1906 a o rok později v Lublani, mezitím napsal několik rozměrných sborových skladeb a v roce 1907 dokončil svou druhou, tentokrát celovečerní operu Krásná Vida.
Lidový námět o krásné Vidě zpracoval v nejznámější verzi básník France Prešeren v první polovině 19. století. Námět se pak objevil v desítkách slovinských literárních děl, Savinova opera je však založena na novele Josipa Jurčiče z roku 1877 (popřípadě činohry Josipa Vošnjaka z roku 1893 napsané na jejím základě), která je modernější parafrází základního námětu básně. Batkovo libreto kombinuje Jurčičovu aktualizaci s původní Prešerenovou poetickou verzí v prvním jednání opery, kdy Vida, soudobá hrdinka opery, zpívá baladu o své legendární jmenovkyni.
Savinova Krásná Vida byla již v době premiéry (např. Antonem Lajovicem v příloze revue Novi akordi roku 1910) uvítána jako první moderní slovinská opera. Hlavním vzorem jsou jí hudebně dramatické principy Richarda Wagnera. Krásná Vida připomíná díla Wagnerových soudobých následovníků, zejména Richarda Strausse. Obdobně jako v předchozích Savinových dílech se zde však naleznou i ozvuky jihoslovanského folklóru, některé harmonické prostředky prozrazují i vliv impresionismu. Základem hudební stavby je symfonický proud, její novoromantický styl charakterizuje rozvinutá polyfonie a bohatá instrumentace, strukturu díla pomáhají udržovat příznačné motivy, z nichž nejvýznamnější – motiv titulní hrdinky – v různých obměnách prochází celou operou. Opera je přes některá slabší místa – která padají také na vrub libreta, jež obsahuje nedostatky v dramatickém rozvoji děje a psychologické kresbě postav – „dosti silné hudební dílo“. Podle Nialla O'Loughlina Savin v Krásné Vidě poprvé rozvinul specifickou slovinskou hudební identitu.
Risto Savin po zkušenostech s jevištní realizací své opery podnikl v letech 1912–1914, v součinnosti s Richardem Batkou, její revizi po textové a především hudební stránce Nová verze měla premiéru 18. září 1920 a dosáhl v Lublani třinácti představení. Další textovou i hudební úpravu pořídili pro inscenaci z roku 1928 tehdejší ředitel Lublaňské opery, skladatel Mirko Polič (1890–1951), a režisér Milan Pugelj (1883–1929): v ní jsou dva akty sloučeny do jednoho a dějiště místně přeneseno do Duina (Devina) a časově do doby renesance.(slovenskabiografija)
Za Savinovu nejvýznamnější operu bývá obvykle považována jeho poslední, Matija Gubec, ale někteří odborníci (dr. Borut Smrekar) považují za vrchol Savinova díla právě Krásnou Vidu a vyzývají k návratu k její původní autorské verzi. Muzikolog Dragotin Cvetko (1991–1993) oceňoval na Krásné Vidě její „moderní, ideově pokrokovou hudební koncepci“ a její význam pro vývoj slovinské hudby hodnotil takto: „Krásná Vida přinesla do slovinské opery svěží vzduch. Byla první slovinská opera složená v moderním duchu a tehdejší slovinští skladatelé by si z ní mohli brát příklad.“

## Osoby
- Anton – baryton
- Vida, jeho žena – soprán
- Alberto, mladý Benátčan – tenor
- Pietro, mladý Benátčan – bas
- Neža, Antonova hospodyně – alt
- Grega, její otec – bas
- První host – baryton
- Druhý host – baryton

## Děj opery

### 1. dějství
V domě bohatého Antona v rijeckém přístavu Sušak se vesele tančí. Mezi mnoha přítomnými jsou i starý Grega a jeho dcera Neža, Antonova hospodyně. Z jejich rozhovoru se dozvídáme o situaci v Antonově domácnosti: jsou zde často hosty dva mladí Benátčané, Alberto a Pietro, kteří se po straně dvoří Antonově mladé ženě Vidě. Ta jejich snahy přijímá vlídně, ačkoli k ostatním lidem je spíše strohá a hrubá. Avšak Anton je do své ženy bezhlavě zamilován a je k tomuto dění slepý. Vidí svůj život jako jediné štěstí: má krásnou ženu a syna, byť stonavého.
Společnost vyzývá Vidu, aby jim na rozloučenou zazpívala, a ta jim vyhoví. Zpívá starou baladu o krásné Vidě, která se slepě zamilovala a odešla se svým milencem za moře, zanechavši doma muže a dítě; ale dočkala se jen zklamání, stesku a rané smrti (árie Lepa Vida prala kraj morja). Anton může na své ženě oči i uši nechat, a když hosté odejdou, ujišťuje ji znovu o své lásce (duet Kak temno moč).
Vida se pak o samotě věnuje svému synovi, její myšlenky však dlí u pohledného Alberta. V tomto roztoužení se nalézá, když se nečekaně otevřou dveře a v nich stojí právě tento svůdce. Vida se vrhá Albertovi kolem krku (duet Daj, ljubček se objeti). Manžel i dítě jsou naráz zapomenuti, mladá žena nemešká a prchá se svým milencem do Benátek.

### 2. dějství
Vida žije v Benátkách v Albertově domě, ale mladík se jí brzy nabažil (sbor a Albertův zpěv Plavaj naglo, čolnič mali). Již ji nemiluje, ba pořídil si novou milenku. Vida jej má stále ráda, ale cítí se osamocena a s bolestí vzpomíná na svůj domov, a zejména na chorého synáčka, jehož opustila (monolog Tam gre in samo me pusti). Nemůže se však odhodlat k návratu a snaží se získat zpět Albertovu lásku. Ale Albert ji hrubě odmítá a poníží tím, že ji nabídne za milenku stále žádostivému příteli Pietrovi. Zraněná Vida odchází od milence.

### 3. dějství
(1. obraz) Vida je už rok pryč a celé město se domnívá, že musí být po smrti. Od jejího odchodu vládne Antonovým domem jeho hospodyně Neža. Obětavě se stará o jeho churavého syna a pokouší se získat náklonnost pána domu. Ten však je stále zdrcen žalem a jejích citů si nevšímá (Nežin monolog Že leto je, kar Vida).
Nežu navštěvuje její otec Grego, který se právě vrátil z cesty do Benátek. Přináší jí z cesty křížek na památku a sděluje jí neuvěřitelnou novinku: v Benátkách před kostelem viděl žebračku, v níž rozpoznal Vidu. Chtěl s ní promluvit, ale sotva jej žena poznala, dala se na útěk a unikla mu. Neža se této zprávy hrozí: ví, že Anton svou ženu stále miluje a že jej nikdy nezíská, pokud se dozví že je Vida naživu.
(2. obraz) Vida se potají vrátila do rodného města, a když není nikdo přítomen, vkrade se do domu, vyhledá svého syna a tiskne jej v náručí (Vidina ukolébavka Tebe tu zrem). Neža ji takto zastihne a vyvolá ryčnou hádku o to, která z obou žen má větší práva k dítěti a potažmo k jeho otci (scéna Le še poljub). Hádka přivolá Antona. Ten je ohromen náhlým Vidiným návratem, ale současně velmi šťasten. Neptá se jí ani slovem, proč odešla a co dělala celý rok, jen doufá, že od nynějška mohou opět žít šťastným rodinným životem (scéna Kdo si ti).

### 4. dějství
Na pouti do Trsatu se mezi poutníky vydali i Anton s Vidou, stejně jako Neža (sbor Večer na zemljo lega). Ta se stále snaží dopídit se toho, co Vida během své nepřítomnosti dělala, aby ji mohla u Antona očernit. Na pouť přicházejí i Alberto a Pietro. Pietro, jenž nemůže Vidě zapomenout, že před ním dala přednost Albertovi, rád zodpoví dotaz žárlivé Neži a prozradí jí nehledanými slovy, že Vida byla Albertovou milenkou. Když se to dozví Anton, v zuřivosti se vrhne na Alberta a zadáví ho; poté ho z rozrušení a vyčerpání samotného raní mrtvice. Vida, vidouc manžela i milence mrtvé u svých nohou, zešílí.

## Nahrávka
- 1963 (CD 2009, RTVSLO 111204) Zpívají: (Anton) Samo Smerkolj, (Vida) Vilma Bukovec, (Alberto) Rajko Koritnik, (Pietro) Dragiša Ognjanović, (Neža) Dana Ročnik, (Grega) Friderik Lupša, (první host) Janez Triler, (druhý host) Anton Prus. Komorní sbor a symfonický orchestr RTV Ljubljana řídí Jakov Cipci.